# Балтазар Божуайо
Балтазар Божуайо, известен и като Балтазарини ди Белджойозо е италиански цигулар, балетен композитор и хореограф в двора на френския крал Анри III.

## Биография
Роден в региона Пиемонт в Италия в началото на 16. век. През 1555 г. става дворцов цигулар в двора на Катерина Медичи, а по-късно и учител на принцовете. Организира пищни тържества в двора, като маскарада Отбрана в Рая (Défense du paradis) през 1572 г. и балета в чест на полските посланици след възкачването на Анри III на трона на Полша. Тази постановка се счита от някои изследователи за една от първите творби в балетния жанр.
На 24 септември 1581 г. любовникът на Анри III, херцогът на Жуайез, сключва брак с Маргарита (1564 – 1625), дъщеря на Никола Лотарингски и сестра на кралица Луиза (съпруга на Анри III). По поръчка на кралицата, Божуайо поставя пищна петчасова танцова феерия Комедията на кралицата (Ballet Comique de la Reine), която струва над един милион екю или 3,5 млн. златни франка. Божуайо е автор на сценария, хореографията, сценографията и режисурата. Сюжетът е изграден около легендата за Цирцея. Освен танци със сложна геометрична композиция, постановката съдържа поетична рецитация, театрален диалог, пеене и оркестрална музика. Смята се не само за най-ранния напълно документиран и запазен дворцов балет, но и за предшественик на италианската опера.